# MTV Unplugged Live aus’m MV
MTV Unplugged Live aus’m MV ist ein Livealbum des deutschen Rappers Sido aus der MTV-Unplugged-Reihe. Es erschien am 21. Mai 2010 bei Universal.

## Entstehung
Die Arrangements stammen von Sido und von dem deutschen Musikproduzenten Sven Helbig. Beide fungierten auch als Produzenten. Als Aufnahmeort wurde das Fontane-Haus im Märkischen Viertel in Berlin gewählt, das Konzert fand am 28. Januar 2010 statt.
Die Erstausstrahlung fand am 20. Mai 2010 auf MTV statt. Zu diesem Anlass widmete MTV Sido einen ganzen Tag des Sendeprogramms, einen Tag später wurde die CD vom Konzert veröffentlicht.
Nach Herbert Grönemeyer, Die Fantastischen Vier, Die Ärzte, Die Toten Hosen, Söhne Mannheims und Sportfreunde Stiller ist Sido der siebte Künstler aus Deutschland, der für ein MTV-Unplugged-Konzert engagiert wurde.

## Gastmusiker
Den Song Hey du! rappte Sido zusammen mit dem Komiker Kurt Krömer, Der Tanz nahm er zusammen mit K.I.Z auf. Nein! sang er als Duett mit der Sängerin Doreen Steinert, Der Himmel soll warten mit dem Ich-+-Ich-Sänger Adel Tawil. Der Song Da Da Da ist eine Coverversion eines alten Hits von Trio. Der frühere Trio-Sänger Stephan Remmler nahm diesen Song für das Album als Duett mit Sido auf. Nach der Veröffentlichung des Albums sang Sido den Song Der Himmel soll warten zusammen mit Ina Müller in deren Sendung.

## Titelliste

### CD
| #   | Titel                                     | Länge |
| --- | ----------------------------------------- | ----- |
| 1.  | Mein Block                                | 3:35  |
| 2.  | Mama ist stolz                            | 3:46  |
| 3.  | Halt dein Maul                            | 3:09  |
| 4.  | Hey du! (feat. Kurt Krömer)               | 5:28  |
| 5.  | Medley                                    | 3:56  |
| 6.  | Der Tanz (feat. K.I.Z)                    | 4:02  |
| 7.  | Ein Teil von mir                          | 4:28  |
| 8.  | Strassenjunge                             | 3:12  |
| 9.  | Augen auf                                 | 3:54  |
| 10. | Fuffies im Club                           | 2:42  |
| 11. | Nein! (feat. Doreen)                      | 4:32  |
| 12. | Schlechtes Vorbild                        | 3:38  |
| 13. | Da Da Da (feat. Stephan Remmler)          | 4:19  |
| 14. | Mein Testament                            | 4:51  |
| 15. | Der Himmel soll warten (feat. Adel Tawil) | 3:57  |
| 16. | Geburtstag                                | 5:26  |
| 17. | Danke                                     | 4:55  |
| 18. | Aldi Tüte                                 | 2:14  |

### DVD
Die DVD-Version enthält zusätzlich zur CD noch eine DVD, auf der allerdings dieselben Songs enthalten sind.

## Rezeption
Von Kritikern wurde das Album überwiegend gelobt.
Alexander Engelen vergibt auf laut.de 4 von 5 Sterne und schreibt, dass Sido die Ehre eines eigenen MTV Unplugged völlig zu Recht zuteilwerde.
Auf cdstarts.de bekommt das Album 7 von 10 Punkte. Kritiker Matthias Reichel meint, dass Sido eine souveräne Performance abliefere, die ohne Maske, Netz und doppelten Boden auskomme.
computerbild.de vergibt die Note „ausgezeichnet“ und bezeichnet das Album als eine der besten Unplugged-Sendungen aus Deutschland.
Jason Birchmeier von allmusic.com vergibt 3,5 von 5 Sterne und bezeichnet das Album als Ehrenrunde und Wendepunkt in Sidos Karriere.